# Équateur aux Jeux olympiques d'été de 1924
L'Équateur participe aux Jeux olympiques d'été de 1924 à Paris. C'est sa première participation aux Jeux olympiques et ne reviendra que quarante ans plus tard.

## Athlétisme
Hommes
Courses
| Athlète                  | Épreuve          | Séries        | Séries | Quarts de finale | Quarts de finale | Demi-finales | Demi-finales | Finale      | Finale      |
| Athlète                  | Épreuve          | Résultat      | Rang   | Résultat         | Rang             | Résultat     | Rang         | Résultat    | Rang        |
| ------------------------ | ---------------- | ------------- | ------ | ---------------- | ---------------- | ------------ | ------------ | ----------- | ----------- |
| Alberto Jarrín Jaramillo | 10000 m          | NC            | NC     | NC               | NC               | non terminé  | non terminé  | NC          | NC          |
| Alberto Jurado           | 100 m            | non renseigné | 5      | NC               | NC               | NC           | NC           | NC          | NC          |
| Alberto Jurado           | Saut en longueur | NC            | NC     | NC               | NC               | 5,68 m       | 7            | NC          | NC          |
| Alberto Jarrín Jaramillo | Marathon         | NC            | NC     | NC               | NC               | NC           | NC           | non terminé | non terminé |